# Parnassius hardwickii
Parnassius hardwickii är en fjärilsart som beskrevs av John Edward Gray 1831. Parnassius hardwickii ingår i släktet Parnassius och familjen riddarfjärilar. Inga underarter finns listade i Catalogue of Life.

## Bildgalleri

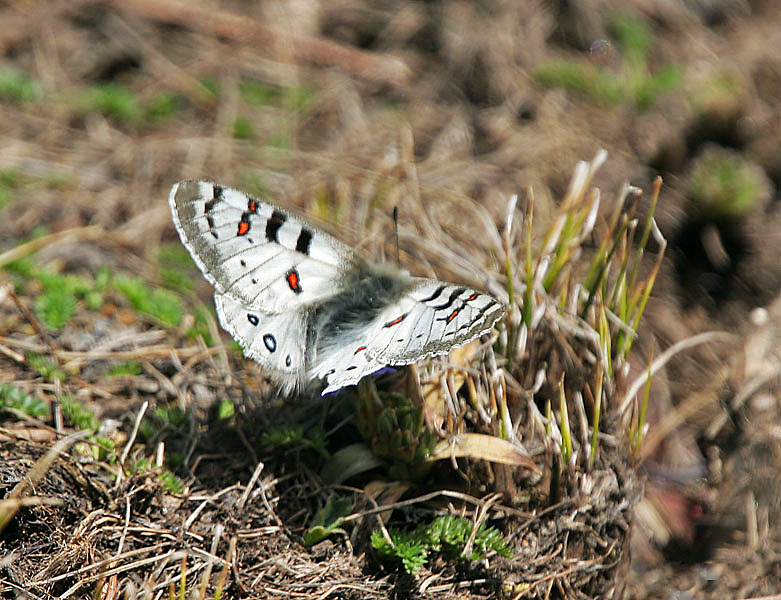
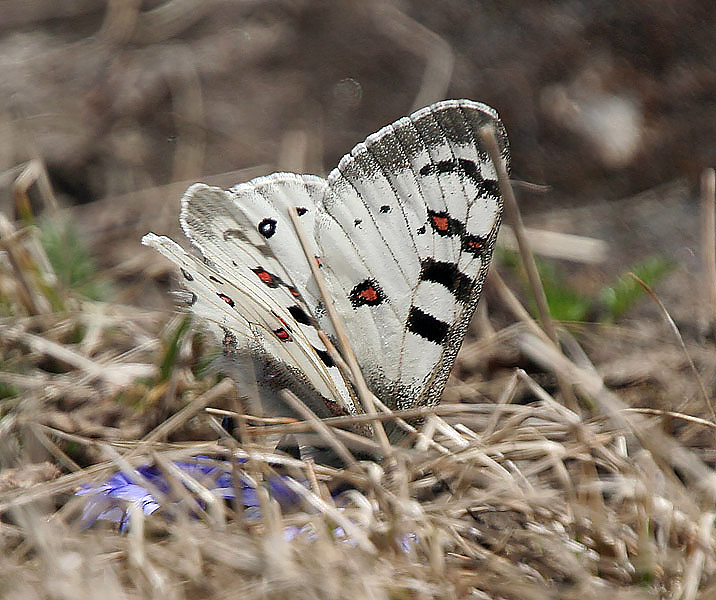
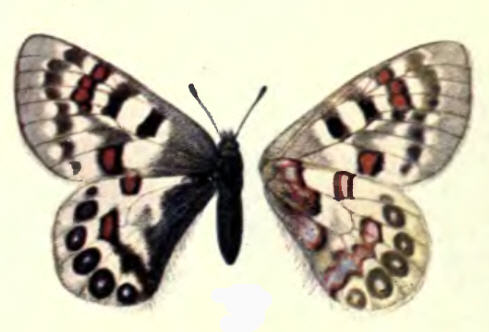
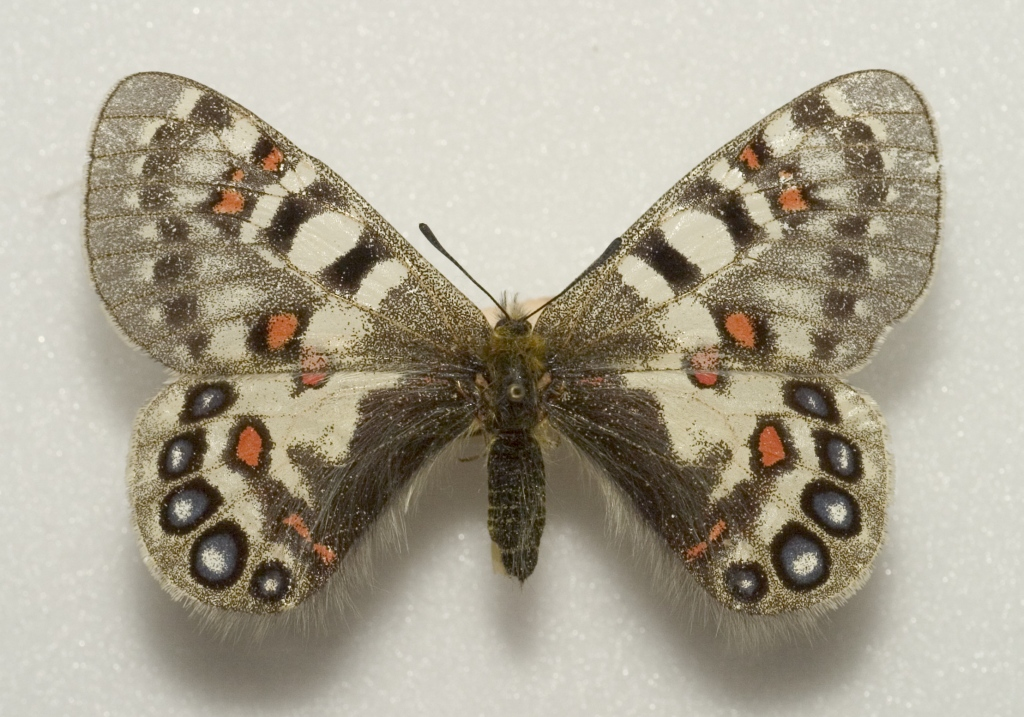